# Bamra
Bamra fou un estat tributari protegit de l'Índia al districte de Sambalpur a les Províncies Centrals (avui Madhya Pradesh), passant el 1905 a Bengala, el 1912 a Bihar i Orissa, i el 1936 a Orissa. Al nord formava una punta cap als estats de Bonai i de Gangpur i al sud tenia l'estat de Rairakhol, a l'est el de Talcher i el de Pal Lahera, i a l'oest Sambalpur; la distància màxima entre el nord i el sud era de 120 km i d'est a oest de 103. La superfície era de 5149 km² i la població el 1872 de 53.613, el 1881 de 81.286 i el 1901 de 123.378 habitants, distribuïts en 632 pobles, amb forta presència de kols, gonds, kandhs o bhuiyes (35%) enfront dels hindús (65%). la capital era Deogarh i la segona ciutat Kuchinda. El tribut pagat era de 35 lliures o 1500 rúpies. L'estat no tenia exèrcit. La llengua més corrent era el oriya (77%)
El país era muntanyós al sud amb densa jungla, però el nord-oest i el centre eren regions fèrtils i cultivades. L'únic riu rellevant era el Brahmani, que corria per la part oriental de l'estat de nord a sud; el riu tenia alguns obstacles de pedra per permetre el transport de la fusta pel seu curs fins a la costa d'Orissa.
L'estat fou tributari de Sarguja però al segle XV Bairam Deva el primer raja de Sambalpur el va incorporar al grup d'estats de Garhjat. La tradició dona com a origen de la casa de Bamra a la nissaga de Patna; un fill d'aquesta família hauria estat segrestat i criat, i finalment proclamat raja pels bhuiyes i els khonds vers 1602. Els rages es consideren rajputs ganga-bansi. A la meitat del segle XVI Ram Chandra Deva és el primer raja considerat d'aquest origen per la tradició. Des de Chandra Deva van governar a Bamra tretze prínceps més 
Sota domini britànic els sobirans foren:
- Raja Balunkabrusabha Deb 1820/1832
- Raja Khageshwar Deb 1832 (fill)
- Raja Brajasundar Deb (Tribhuban Singh) 1832-1869 (germà)
- Raja Sir Basu Deb Sudhal Deb 1869-1903, (nebot i fill adoptiu)
- Raja Sachitananda Tribhuban Deb 1903-1916 (fill)
- Raja Dibyashankar Sudhal Deb 1916-1920 (fill)
- Raja Bhanuganga Tribhuban Deb 1920-1948 (+1982)